# Clash at Bowman Gray Stadium
Das Clash at Bowman Gray Stadium (vormals Sprint Unlimited) ist ein jährlich im Februar veranstaltetes Show-Rennen der NASCAR Cup Series, welches am Wochenende vor dem Daytona 500 ausgetragen wird. Anheuser-Busch Companies übernahm ab 2020 die Rolle als Hauptsponsors. Nachdem es jahrelang auf dem Daytona International Speedway stattfand, wurde es 2022 in das Los Angeles Memorial Coliseum verlegt. Ab 2025 wird es im Bowman Gray Stadium ausgetragen.

## Geschichte
Das Clash wurde erstmals 1979 unter dem Namen Busch Clash als ein einzelnes Sprintrennen über 50 Meilen ausgetragen. Im aktuellen Format besteht das Advance Auto Parts Clash aus zwei Segmenten: einem kurzen Segment bestehend aus 20 Runden, gefolgt von einer zehnminütigen Pause und dem zweiten, langen Segment mit 50 Runden, wo jeder Fahrer einen Boxenstopp absolvieren muss. Für das Rennen werden, wie das NASCAR Sprint All-Star Race im Mai auf dem Lowe’s Motor Speedway, keine Punkte für die Meisterschaft vergeben. Dafür ist das ausgeschüttete Preisgeld recht hoch, so dass die teilnehmenden Fahrer entgegen den regulären Saisonrennen eine relativ aggressive Fahrweise an den Tag legen. Aufgrund des kleineren Fahrerfeldes sind große Unfälle wie beim Daytona 500 dennoch selten. Teilnehmen an diesem Rennen dürfen alle Fahrer, die in der vorangegangenen Saison eine Pole-Position erzielt haben sowie alle ehemaligen Gewinner des Shootouts. Die Startaufstellung wird per Losverfahren bestimmt.
Das 1987 von Bill Elliott gewonnene Rennen war das schnellste jemals von NASCAR abgehaltene Rennen mit einer Durchschnittsgeschwindigkeit von 197,802 mph.

## Format
Von der Einführung der Veranstaltung im Jahre 1979 bis 1990 bestand das Rennen aus einem einzelnen Sprintrennen über 20 Runden beziehungsweise 50 Meilen. Eine Boxenstopp war nicht vorgeschrieben. Ab 1991 bis 1997 wurde das Rennen in zwei Segmente je 10 Runden aufgeteilt. Für das zweite Segment wurde die Aufstellung des Feldes umgekehrt. Zusätzlich wurden für beide Segmente Preisgelder ausgeschüttet. 1998 erfolgte die Umbenennung in „Bud Shootout“ und bis ins Jahr 2000 bestand das Rennen aus zwei Rennen je 25 Runden: der sogenannte Bud Shootout Qualifier, der um 11 Uhr stattfand, und das eigentliche Bud Shootout um 12 Uhr. Für beide Rennen war jeweils ein Boxenstopp vorgeschrieben. 2001 und 2002 wurde das in „Budweiser Shootout“ umbenannte Rennen wieder als einzelnes Rennen ausgetragen, die Renndistanz aber auf 70 Runden verlängert. Bei diesem Format wurden erstmals auch Runden unter Gelb gezählt, der Zieleinlauf musste aber unter Grün erfolgen. Dazu wurde die Green-White-Checkered-Regel auch bei diesem Rennen eingeführt. Zusätzlich waren zwei Boxenstopps unter Grün vorgeschrieben. Ab 2003 bestand das Rennen aus zwei Segmenten mit 20 Runden im ersten und 50 Runden im zweiten Segment, unterbrochen von einer zehnminütigen Pause. Ein Boxenstopp war nicht mehr zwingend vorgeschrieben, aber die Verkleinerung des Tanks machte einen notwendig. Im Jahre 2009 wurde die Rundenzahl auf 75 angehoben. Ab 2013 bestand das Rennen aus insgesamt drei Segmenten.

## Teilnahmeberechtigung
Zwischen 1979 und 1997 waren die Gewinner von Pole-Positionen der vorangegangenen Saison automatisch teilnahmeberechtigt. Zusätzlich bekamen die Fahrer im „Busch Second Round Qualifying“ eine Chance auf die Teilnahme, die bei den Qualifyings des Vorjahres jeweils die zweite schnellste Runde absolviert haben. Von diesen Fahrern bekam ein Fahrer per Losentscheid ein Startplatz zugesprochen. In den Jahren 1995 und 1996 bekam zusätzlich der Fahrer mit den meisten Pole-Positionen in der Busch Series einen Startplatz. David Green, der diesen Startplatz beide Male zugesprochen bekam, fuhr während des Rennens einen von Busch gesponserten Wagen.
Zwischen 1998 und 2000 waren die Gewinner von Pole-Positionen der vorangegangenen Saison automatisch teilnahmeberechtigt. Die Fahrer, die ihren Startplatz im Busch Second Round Qualifying zugesprochen bekamen, nahmen an einem extra „Bud Shootout Qualifier“ teil. Der Sieger dieses Rennens durfte am eigentlichen Budweiser Shootout teilnehmen, so dass der Losentscheid entfiel.
Seit 2001 gibt es kein Busch Second Round Qualifying mehr. Startberechtigt sind seit 2017 alle Fahrer, die im Vorjahr eine Pole-Position holten, ehemalige Sieger des Clashs sind, Ehemalige Polesitter des Daytona 500 (wenn sie die ganze Vorjahres-Saison bestritten) sind oder die im Vorjahr sich für den Chase qualifizieren konnten.

## Besonderheiten
- Fünfmal gewann der Sieger des Budweiser Shootout eine Woche später auch das Daytona 500. Dies waren Bobby Allison (1982), Bill Elliott (1987), Dale Jarrett (1996 & 2000) und Jeff Gordon (1997).
- Als das Rennen noch Busch Clash hieß, hatte es zweimal das aktuelle Jahr im Titel. So hieß es 1989 „Busch Clash of ’89“ und 1993 „Busch Clash of ’93“.
- Um den für die Teilnahme am Rennen notwendigen „Pole-Award“ zugesprochen zu bekommen, muss der Wagen des Fahrers am entsprechenden Rennwochenende einen Anheuser-Busch-Aufkleber oder das Unternehmenslogo aufweisen. Letzteres gilt für Fahrer unter 21 Jahren. Zwischen 1979 und 2000 wurde mit dem Aufkleber die Marke Busch, seit 2001 die Marke Budweiser beworben. Trägt ein Rennwagen keinen entsprechenden Aufkleber, geht das Recht auf die Teilnahme am Shootout auf den Fahrer des ersten nächstschnelleren Wagens über, der über diesen Aufkleber verfügt.
  - 1998 war John Andretti teilnahmeberechtigt, da er 1997 im Team von Cale Yarborough eine Pole-Position erzielte. Zur Saison 1998 wechselte er zu Petty Enterprises, die aber nicht teilnahmeberechtigt waren, da auf den Wagen des Teams entsprechende Aufkleber fehlten. Andretti nahm am Shootout teil und fuhr für dieses eine Rennen für Hendrick Motorsports.
  - Bobby Hamilton erzielte 1997 die Pole-Position beim Miller 400 für Petty Enterprises, durfte aber nicht am Shootout 1998 teilnehmen, da das Team den notwendigen Aufkleber nicht am Wagen angebracht hatte.
  - John Andretti erzielte 1998 die Pole-Position beim Primestar 500 für Petty Enterprises, durfte aber nicht am Shootout 1998 teilnehmen, da das Team den notwendigen Aufkleber nicht am Wagen angebracht hatte.
  - Jeff Green erzielte 2003 die Pole-Position beim Daytona 500 für Richard Childress Racing, nahm aber 2004 nicht beim Shootout teil, da er zu Petty Enterprises wechselte und das Team keine Alkoholwerbung auf seinen Wagen gestattet.
- Fahrer unter 21 Jahren müssen besondere Aufkleber tragen, mit denen keine spezielle Marke beworben wird. Sie sind trotzdem teilnahmeberechtigt im Shootout.
  - Am 14. Mai 2004 erzielte der 20-jährige Brian Vickers die Pole-Position auf dem Richmond International Raceway beim Chevy American Revolution 400.
  - Am 3. September 2004 erzielte Vickers die Pole-Position beim Pop Secret 500 auf dem California Speedway.
  - Am 26. Februar 2005 erzielte der 19-jährige Kyle Busch seine erste Pole-Position auf dem California Speedway. Da Busch bei der Auslosung nicht teilnehmen durfte, da er zu diesem Zeitpunkt erst 20 Jahre alt war und per Gesetz die Teilnahme von unter 21-Jährigen an Veranstaltungen verboten ist, die von einem Alkoholhersteller gesponsert wird, musste sein Crew Chief an der Auslosung teilnehmen.
  - Am 20. April 2006 erzielte Busch die Pole-Position auf dem Phoenix International Raceway.
- Dale Jarrett (2000) und Tony Stewart (2002, 2006 und 2007) sind die einzigen Fahrer, die den Shootout gewonnen haben, ohne im Vorjahr eine Pole-Position erzielt zu haben.
- 2006 war Denny Hamlin der erste Rookie, der den Shootout gewann.
- 2008 stellte Dale Earnhardt junior einen neuen Rekord für die meisten Führungsrunden in diesem Rennen auf. Er führte insgesamt 47 der 70 Runden.
- 2012 Kyle Busch besiegte Tony Stewart um 0.913 Sekunden, was der knappste Zieleinlauf in der Geschichte des Rennens.
- 2013 war das erste Rennen, indem das Fahrzeug der sechsten Generation gefahren wurde.

## Sieger

### The Shootout
| Jahr                     | Datum       | Fahrer                | Hersteller | Preisgeld (USD) | Distanz (Meilen) | Renndurchschnitt (mph) |
| ------------------------ | ----------- | --------------------- | ---------- | --------------- | ---------------- | ---------------------- |
| Busch Clash              |             |                       |            |                 |                  |                        |
| 1979                     | 11. Februar | Buddy Baker           | Oldsmobile | $ 50.000        | 50               | 194,384                |
| 1980                     | 10. Februar | Dale Earnhardt        | Oldsmobile | $ 50.000        | 50               | 191,693                |
| 1981                     | 8. Februar  | Darrell Waltrip       | Buick      | $ 61.500        | 50               | 189,076                |
| 1982                     | 7. Februar  | Bobby Allison         | Buick      | $ 50.000        | 50               | 191,693                |
| 1983                     | 14. Februar | Neil Bonnett          | Chevrolet  | $ 50.500        | 50               | 192,513                |
| 1984                     | 12. Februar | Neil Bonnett          | Chevrolet  | $ 50.000        | 50               | 195,926                |
| 1985                     | 10. Februar | Terry Labonte         | Chevrolet  | $ 65.000        | 50               | 195,865                |
| 1986                     | 8. Februar  | Dale Earnhardt        | Chevrolet  | $ 75.000        | 50               | 195,865                |
| 1987                     | 8. Februar  | Bill Elliott          | Ford       | $ 75.000        | 50               | 197,802                |
| 1988                     | 7. Februar  | Dale Earnhardt        | Chevrolet  | $ 75.000        | 50               | 191,489                |
| 1989                     | 12. Februar | Ken Schrader          | Chevrolet  | $ 75.000        | 50               | 192,926                |
| 1990                     | 11. Februar | Ken Schrader          | Chevrolet  | $ 95.000        | 50               | 192,308                |
| 1991                     | 10. Februar | Dale Earnhardt        | Chevrolet  | $ 60.000        | 50               | 189,474                |
| 1992                     | 8. Februar  | Geoff Bodine          | Ford       | $ 39.000        | 50               | 189,076                |
| 1993                     | 7. Februar  | Dale Earnhardt        | Chevrolet  | $ 60.000        | 50               | 186,916                |
| 1994                     | 13. Februar | Jeff Gordon           | Chevrolet  | $ 54.000        | 50               | 188,877                |
| 1995                     | 12. Februar | Dale Earnhardt        | Chevrolet  | $ 57.000        | 50               | 188,482                |
| 1996                     | 11. Februar | Dale Jarrett          | Ford       | $ 62.500        | 50               | 184,995                |
| 1997                     | 9. Februar  | Jeff Gordon           | Chevrolet  | $ 54.000        | 50               | 185,376                |
| Bud Shootout             |             |                       |            |                 |                  |                        |
| 1998                     | 8. Februar  | Rusty Wallace         | Ford       | $ 100.882       | 62,5             | 178,998                |
| 1999                     | 7. Februar  | Mark Martin           | Ford       | $ 108.000       | 62,5             | 181,745                |
| 2000                     | 13. Februar | Dale Jarrett          | Ford       | $ 115.000       | 62,5             | 182,334                |
| Budweiser Shootout       |             |                       |            |                 |                  |                        |
| 2001                     | 11. Februar | Tony Stewart          | Pontiac    | $ 202.722       | 175              | 181,036                |
| 2002                     | 10. Februar | Tony Stewart          | Pontiac    | $ 200.955       | 175              | 181,295                |
| 2003                     | 8. Februar  | Dale Earnhardt junior | Chevrolet  | $ 205.000       | 175              | 180,827                |
| 2004                     | 7. Februar  | Dale Jarrett          | Ford       | $ 213.000       | 175              | 150,826                |
| 2005                     | 7. Februar  | Jimmie Johnson        | Chevrolet  | $ 219.945       | 175              | 181,399                |
| 2006                     | 11. Februar | Denny Hamlin          | Chevrolet  | $ 213.380       | 180              | 153,627                |
| 2007                     | 10. Februar | Tony Stewart          | Chevrolet  | $ 215.000       | 175              | 166,195                |
| 2008                     | 9. Februar  | Dale Earnhardt junior | Chevrolet  | $ 215.000       | 175              | 140,751                |
| 2009                     | 7. Februar  | Kevin Harvick         | Chevrolet  | $ 200.000       | 187,5            | 127,243                |
| 2010                     | 6. Februar  | Kevin Harvick         | Chevrolet  | $ 200.000       | 190              | 144,742                |
| 2011                     | 12. Februar | Kurt Busch            | Dodge      | $ 203.000       | 187,5            | 153,584                |
| 2012                     | 18. Februar | Kyle Busch            | Toyota     |                 | 205              | 124.096                |
| Sprint Unlimited         |             |                       |            |                 |                  |                        |
| 2013                     | 16. Februar | Kevin Harvick         | Chevrolet  | $ 200.000       | 187,5            | 177,538                |
| 2014                     | 15. Februar | Denny Hamlin          | Toyota     | $ 200.000       | 187,5            | 143,160                |
| 2015                     | 14. Februar | Matt Kenseth          | Toyota     | $ 203.000       | 187,5            | 135,569                |
| 2016                     | 13. Februar | Denny Hamlin          | Toyota     |                 | 197,5            | 128.432                |
| Advance Auto Parts Clash |             |                       |            |                 |                  |                        |
| 2017                     | 19. Februar | Joey Logano           | Ford       |                 | 187.5            | 143.831                |

### Bud Shootout Qualifier
| Jahr                   | Datum       | Fahrer        | Hersteller | Preisgeld (USD) | Distanz (Meilen) | Renndurchschnitt (mph) |
| ---------------------- | ----------- | ------------- | ---------- | --------------- | ---------------- | ---------------------- |
| Bud Shootout Qualifier |             |               |            |                 |                  |                        |
| 1998                   | 8. Februar  | Jimmy Spencer | Ford       | $ 21.428        | 62,5             | 180,000                |
| 1999                   | 7. Februar  | Mike Skinner  | Chevrolet  | $ 26.600        | 62,5             | 179,140                |
| 2000                   | 13. Februar | Dale Jarrett  | Ford       | $ 36.363        | 62,5             | 181,014                |